# Білик Павло Борисович
Павло Борисович Білик (1893, місто Євпаторія, тепер Автономна Республіка Крим — 22 березня 1938, місто Москва, тепер Російська Федерація) — радянський залізничник. Кандидат у члени ЦК КП(б)У в січні 1934 — травні 1937 р. Член ВУЦВК.

## Життєпис
Освіта середня.
Учасник Громадянської війни, член ВКП(б) з 1919 року.
На 1925—1927 роки — комерційний директор тресту «Донвугілля» в Харкові.
У 1933 — грудні 1935 року — начальник управління Катерининської (Сталінської) залізниці.
Одночасно з 1934 року — заступник Уповноваженого народного комісаріату шляхів сполучення СРСР по Українській СРР.
З грудня 1935 до 1937 року — начальник Центрального управління експлуатації Народного комісаріату шляхів сполучення СРСР та заступник народного комісара шляхів сполучення СРСР.
8 вересня 1937 року заарештований органами НКВС. Розстріляний 22 березня 1938 року, похований на полігоні «Комунарка» біля Москви.
8 грудня 1956 року посмертно реабілітований.

## Нагороди
- орден Леніна (4.04.1936)